# Ophiodaphne scripta
Ophiodaphne scripta är en ormstjärneart som först beskrevs av Jean Baptiste François René Koehler 1904.  Ophiodaphne scripta ingår i släktet Ophiodaphne och familjen bandormstjärnor. Inga underarter finns listade i Catalogue of Life.